# Temnora ugandae
Temnora ugandae är en fjärilsart som beskrevs av Robert H. Carcasson 1972. Temnora ugandae ingår i släktet Temnora och familjen svärmare. Inga underarter finns listade i Catalogue of Life.